# واتسلاو واسرمان
واتسلاو واسرمان (چکی: Václav Wasserman؛ ۱۹ فوریهٔ ۱۸۹۸ – ۲۸ ژانویهٔ ۱۹۶۷) بازیگر، کارگردان فیلم، فیلم‌نامه‌نویس و تهیه‌کننده فیلم اهل جمهوری چک بود.
از فیلم‌ها یا برنامه‌های تلویزیونی که وی در آن نقش داشته‌است، می‌توان به شاهنشاه، اگر یک‌هزار کلارینت و خواهر آنجلیکا اشاره کرد.